# 주디 파
주디 파(Judi Farr, 1938년 10월 5일~2023년 6월 30일)는 오스트레일리아의 배우, 연극 배우, 영화배우이다.
케언스에서 태어났다.

## 출연

### 영화
- 벼락 맞다(2004년)
- 올 세인츠(1998년)
- 청춘 기숙사(1991년)
- 사랑하기엔 아직 일러요(1987년)
- 블루 러브(1986년)
- 패티 핀(1980년)